# Radu Ivan
Radu Ivan (* 24. únor 1969 Budești, Rumunsko) je bývalý reprezentant Rumunska v judu.

## Sportovní kariéra
Patřil k stabilním účastníkům turnajů v judu a společně s Krojtorem tvořili silné jádro reprezentačního týmu Rumunska let devadesátých. Úspěchů Krojtora sice nedosahoval, ale podobně jako on se účastnil tří olympijských her.
Nejlepšího výsledku dosáhl hned na svých prvních olympijských hrách v Barceloně v roce 1992. Postoupil do třetího kola, kde hladce prohrál s Britem Stývnsnem na wazari-ippon. V opravách potom nestačil na Estonce Pertelsna.
V roce 1996 v Atlantě vypadl hned v prvním kole s Kubáncem Sánčezem.
V roce 2000 v Sydney prohrál ve druhém kole s Gruzíncem Džikuraulim na ippon.
Reprezentační karieru ukončil po roce 2001. Judu se dál věnoval v Německu v Abensbergu, kde zápasil v bundeslize a později působil jako trenér juniorů.

## Výsledky
| Turnaj                               | 1990 | 1991 | 1992 | 1993 | 1994 | 1995 | 1996 | 1997 | 1998 | 1999 | 2000 | 2001 |
| ------------------------------------ | ---- | ---- | ---- | ---- | ---- | ---- | ---- | ---- | ---- | ---- | ---- | ---- |
| Olympijské hry                       | -    | -    | úč.  | -    | -    | -    | úč.  | -    | -    | -    | úč.  | -    |
| Mistrovství světa + bez rozdílu vah  | -    | dns  | -    | dns  | -    | úč.  | -    | 5.   | -    | úč.  | -    | dns  |
| Mistrovství světa + bez rozdílu vah  | -    | dns  | -    | dns  | -    | dns  | -    | úč.  | -    | dns  | -    | dns  |
| Mistrovství Evropy + bez rozdílu vah | 5.   | úč.  | úč.  | dns  | dns  | dns  | úč.  | 3.   | 2.   | úč.  | úč.  | 7.   |
| Mistrovství Evropy + bez rozdílu vah | dns  | dns  | dns  | dns  | dns  | úč.  | dns  | dns  | dns  | dns  | dns  | dns  |